# 世にも奇妙な物語 春の特別編 (2016年)
『世にも奇妙な物語 春の特別編』（よにもきみょうなものがたり はるのとくべつへん）は、2016年5月28日（土曜）21:00 - 23:10にフジテレビ「土曜プレミアム」枠で放送された『世にも奇妙な物語』の特別編。
通常放送される『春の特別編』としてはかなり遅い時期に放送され、物語構成も5話から4話に削減された初めての特別編である

## 美人税

### あらすじ
貴島愛子は、社内でも評判の美人OL。ミスを犯しても上司に優しくされたり、ティッシュ配りからはティッシュを二個以上も与えられたり、レストランではデザートをおまけにつけられたりと得した人生を送っていた。しかし、これを受けた日本政府は美人にだけ余分に税金を払わせる「美人税」を発足してしまう。愛子には20%の美人税が与えられるが…。

### キャスト
- 貴島愛子 - 佐々木希
- 野々村健一 - 浦井健治
- 田島麗子 - 中村アン
- 古参囚人 - 杉本彩
- コマーシャル、ポスター等（現代の美人） - 夏月
- キンちゃん（新時代の美人） ‐ キンタロー。
- 平田部長 ‐ 近江谷太朗
- 徴税課職員 - 小松利昌
- 岡弁護士 - 村岡希美
- 瀬戸和美 - 田辺愛美
- 今井絵里 - 小園茉奈
- 売店のおばちゃん - 松本海希
- 売店のバイト - 坂口涼太郎
- 小野総理大臣 - 児玉頼信
- ハワイアン店員 - 田上晃吉
- 整形後の麗子 - 川上友里
- 地検の男 - 中野剛
- 女の子 - 安山夢子

### スタッフ
- 原案 - 加藤公平
- 脚本 - 高山直也
- 演出 - 西坂瑞城

## 夢みる機械

### あらすじ
野間崎健二は漫画家を夢見て作品を描き続けているが、出版社になかなか出版されない日々。ある日、母親の直美に就職を考えてほしいと言われて健二が押し倒したとき、母親が倒れてしまった。その瞬間、健二は母親が実はロボットだったという事実に驚愕する。そんな事実を知ったとき、父親の六郎も恋人の慶子もロボットになっていた。そんな時、慶子が所持していた会社のパンフレットを思い出し、その会社を追う。追った先には、とんでもない真実があった。

### キャスト
- 野間崎健二 - 窪田正孝
- 稲葉慶子 - 石橋杏奈
- 受付嬢 - すみれ
- 理事長 - 山路和弘
- 野間崎六郎 - 小野了
- 野間崎直美 - 舟木幸
- 工場長 - 原金太郎
- 作業着の男 - 扇田拓也
- 編集者 - 橋本拓也

### スタッフ
- 原作 - 諸星大二郎「夢みる機械」（『諸星大二郎特選集第2集 子供の情景』所収 / 小学館）
- 脚本 - 高山直也
- 演出 - 松木創

## 通いの軍隊

### あらすじ
世界的な納豆ブームを受けて「ニュー・イバラキ」が日本から独立し、政府軍と戦っていた。啓一郎は彼の勤務先が納品した武器に不具合が生じたことを政府軍にお詫びするように上司に言われた。その先にはサラリーマン化した戦場で、すぐ帰るはずなのに気付けば戦争に加担していた。

### キャスト
- 前島啓一郎 - 西島秀俊
- 前島唯 - 中村優子
- 森内 - マギー
- 毛利 - 戸田昌宏
- 鬼頭少佐 - 馬場徹
- 尾関 - 佐藤みゆき
- 藤田 - 藏内秀樹
- 遠藤 - 桐山浩一
- 保衛員 - 宇賀神亮介
- アナウンサー - 長島瑞穂

### スタッフ
- 原作 - 筒井康隆「通いの軍隊」（『おれに関する噂』所収 / 新潮社）
- 脚本 - 徳尾浩司
- 演出 - 佐藤祐市

## クイズのおっさん

### あらすじ
平凡なサラリーマン・古賀三郎はクイズ番組に出演して優勝し、賞金100万円と副賞として「クイズ一年分」が贈呈される。その「クイズ一年分」とは、赤いシルクハットを被った「おっさん」の次々に出すクイズに答えていくというものだった。それが続いていくうちに古賀の人生が狂い始めていく。

### キャスト
- クイズのおっさん - 松重豊
- 古賀三郎 - 高橋一生
- 森本ゆみ - 藤本泉
- クイズ司会者 - 福澤朗
- 上司 - 北山雅康
- 社員 - 堀文明、竹田哲朗
- 女子社員 - 桜まゆみ
- ボーイ - 上野山浩、坪谷隆寛
- ハローワーク職員 - 竹口龍茶
- 面接官 - 潟山セイキ
- 飲み屋の主人 - 岸端正浩
- バイト - 後藤ちひろ、南優
- 第2代クイズ王 - 千葉ペイトン

### スタッフ
- 原作 - 竹本友二「おっさんの宴」（『8はち』所収 / 小学館）
- 脚本 - 宇山佳佑
- 演出 - 石川淳一

## ストーリーテラー

### キャスト
- エイブラハム・リンカーン - セバスチャン・ル・フロック
- 兵士 - ノアム・カッツ、ジョシュア・ウォルター
- 喪服の女性 - シンシア・チェストン、アリーナ・フクシマ、タティアナ・アガフォノヴァ

### スタッフ
- 演出 - 松木創